# 라울 롱이
라울 마르코스 롱이 아이스푼(스페인어: Raúl Marcos Longhi Aizpún, 1952년 5월 17일, 마르 델 플라타 ~)은 아르헨티나의 전직 축구 선수로, 현역 시절 우측 미드필더로 활약했다.

## 선수 경력
마르 델 플라타 출신인 롱이는 고향 킴벨리에서 축구를 시작해 불과 18세에 아르헨티나 프리메라 디비시온 신고식을 치렀다. 1973년, 그는 해외 무대로 나가 에스파뇰에 입단했지만, 그 직후 세군다 디비시온의 산 안드레스로 임대되었다.
롱이는 산트 안드레우에서 3년을 활약한 후 1976년 여름에 앵무새 군단에 다시 합류했다. 그는 1977년 3월 15일, 3-0으로 이긴 에르쿨레스와의 안방 경기에서 후반에 교체로 출전해 라 리가 신고식을 치렀다. 이 경기는 그 시즌에 치른 유일한 경기였다.
롱이는 사리아에서 열린 1978년 3월 26일 2-0으로 이긴 베티스와의 안방 경기에서 스페인 1부 리그 첫 득점을 신고했다. 그는 1982년에 구단에서 방출되어 이후 테르세라 디비시온의 지로나와 로스피탈레트를 거쳐 1985년에 축구화를 벗었다.

## 감독 경력
은퇴 직후, 롱이는 마지막 소속 구단이었던 로스피탈레트의 감독으로 취임했다. 그는 산트 쿠가트 감독을 1년 역임하고 에스파뇰로 복귀했다. 복귀 직후 수석 코치였던 그는 1989년 4월 16일에 오비에도 원정에서 1-0으로 이긴 경기에서 임시 감독을 맡았다.
1991년 5월, 롱이는 다시 산트 쿠가트에 복귀하고, 이어서 짐나스틱 감독이 되었다. 1994년 3월, 그는 피게레스 감독으로 취임해 1995년 5월에 구단을 떠났다.
1997년 여름, 롱이는 빅토르 무뇨스를 보좌할 감독진 일원으로 로그로녜스에 입단했다. 둘은 1999년에 결별하여, 롱이는 쿨투랄 레오네사 감독이 되었으나, 이듬해 재회해 비야레알, 사라고사, 그리고 파나티나이코스, 레크레아티보, 그리고 헤타페를 거쳤다.
2011년 6월 3일, 롱이는 에스파뇰 B 감독으로 취임했다. 이듬해 11월 28일, 전임 마우리시오 포체티노 감독이 경질되면서, 그는 0-3으로 패한 세비야와의 코파 델 레이 경기에서 1군 감독을 지휘했다.
2013년 1월 30일, 롱이 또한 해임되었다. 같은 해 11월 19일, 그는 국경을 넘어 데르토나 지휘봉을 잡았다.
2014년 3월, 롱이는 사라고사에 무뇨스의 수석 코치로 복귀했다. 그 후, 그는 마리오 고메스의 수석 코치로 말레이시아의 조호르 다룰 탁짐으로 이적했고, 2018년 2월 22일, 롱이는 울리세스 모라이스 감독의 사임으로 공석이 된 조호르 다룰 탁짐의 감독을 대행했다.
롱이는 사피크 라힘이 출전 시간 부족으로 전력 외가 되었다고 폭스 스포츠 아시아와의 인터뷰에서 롱이 감독을 비판했을 때 그와의 불화를 일체 부인했다.
롱이 감독의 임기에 조호르 다룰 타짐은 말레이시아 슈퍼리그 우승을 거두었는데, 이로서 리그 5연속 우승에 성공했다. 2018년 8월, 말레이시아 프리미어리그의 MISC-MIFA와의 안방 말레이시아 컵 1차전 안방 경기에서 1-2로 패한 후 롱이는 감독진의 2명과 함께 감독진에서 쫓겨났다.